# Arman Karamian
Arman Karamian (armeană:Արման Քարամյան, n. 1979 în Armenia) este un jucător armean de fotbal retras din activitate. A evoluat la echipa Unirea Urziceni din Liga I în turul sezonului 2010-2011. A mai jucat în România pentru Rapid București, FC Brașov, Gloria Bistrița, Ceahlăul Piatra Neamț, FC Timișoara și Steaua București.
Fratele său geamăn, Artavazd Karamian, este de asemenea fotbalist. La sfârșitul anului 2014 a luat cetățenia română, împreună cu fratele său. Ei trăiesc în România cu copiii și soțiile lor.

## Titluri
| Sezon   | Club          | Titlu                |
| ------- | ------------- | -------------------- |
| 2001-02 | Pyunik Erevan | Prima Ligă (Armenia) |
| 2001-02 | Pyunik Erevan | Cupa Armeniei        |

## Goluri la națională
| # | Dată       | Țară            | Adversar        | Scor | Rezultat   | Competiție           |
| - | ---------- | --------------- | --------------- | ---- | ---------- | -------------------- |
| 1 | 02.02.2000 | Cipru           | Cipru           | 2-3  | Înfrângere | Amical               |
| 2 | 07.06.2002 | Andorra         | Andorra         | 2-0  | Victorie   | Amical               |
| 3 | 10.09.2003 | Irlanda de Nord | Irlanda de Nord | 1-0  | Victorie   | Calificări Euro 2004 |
| 4 | 19.02.2004 | Cipru           | Kazahstan       | 3-3  | Egal       | Amical               |
| 5 | 21.02.2004 | Cipru           | Georgia         | 2-0  | Victorie   | Amical               |